# Lätiniidi
Lätiniidi est un village d'Estonie situé dans la commune de Kihelkonna du comté de Saare.